# La de Bringas
La de Bringas es una novela publicada en 1884 por Benito Pérez Galdós, una de las que componen su magna serie de Novelas españolas contemporáneas que, al desarrollarse casi en su totalidad en escenarios de la capital de España, han generado literariamente el "Madrid galdosiano", similar al Londres de Dickens o el París de Balzac. La novela, junto con El doctor Centeno (1883) y Tormento (1884), cierra una posible y discutida trilogía que transcurre en los años anteriores a la Revolución de 1868. Algunos críticos han señalado la posibilidad de que Galdós usase el conjunto para explicar la similitud entre esos años y los de la Restauración, período durante el cual escribió la novela.

## Argumento
Rosalía Pipaón, esposa de Francisco de Bringas (alias Thiers) ha  logrado su sueño y ahora vive en el Palacio Real de Madrid, al servicio de la reina Isabel II con la que tiene ciertas semejanzas tanto físicas como psicológicas (del mismo modo que su marido con don Francisco de Asís, consorte de la reina). Con sus aspiraciones sociales conseguidas, no puede evitar embarcarse en una serie de gastos para poder mantener el nivel de la clase que la rodea, excesos que va acumulando sin que se entere su marido.

## Significación
De las tres novelas que componen la posible trilogía, La de Bringas es la más cercana al modelo francés del realismo literario, mostrando un ambiente burgués y noble con gran descripción de los espacios y las vestimentas (frente a la profundidad psicológica de Tormento). Estilísticamente se ha considerado durante mucho tiempo la más convencional de todas (al no poseer por ejemplo los habituales fragmentos teatrales u otros elementos innovadores como el estilo indirecto libre —tercera persona: voz del narrador— que sí se encontraba presente en Tormento).
También se ha incluido a La de Bringas en el conjunto de novelas del realismo español que reflejan el periodo histórico denominado "de locura crematística" vivido por los representantes de la clase pequeñoburguesa del siglo XIX español que eligieron a la nobleza como referente, y sin reparar, para conseguirlo, en la ética o la moralidad de sus acciones y comportamiento.